# Unterseeboot 459
Pour un article plus général, voir Unterseeboot.
Le sous-marin allemand U-459 est un sous-marin ravitailleur de sous-marins de la Kriegsmarine. C'est une « vache-à-lait » (Milchkuh) de la Seconde Guerre mondiale : de grands sous-marins capables de ravitailler en combustible diesel, en torpilles, en pièces détachées, en vivres (25 t), disposant d'un personnel médical et de spécialistes en surnombre (mécaniciens de torpille, radios ou mécaniciens généralistes).
Sa quille est posée le 22 novembre 1940 par Deutsche Werke de Kiel. Le sous-marin est lancé le 13 septembre 1941, armé et réceptionné le 15 novembre avec le Kapitänleutnant der Reserve Georg von Wilamowitz-Möllendorff comme commandant. Il est sabordé en 1943, après une attaque aérienne.

## Équipage

### Officiers
Le commandant, Korvettenkapitän der reserve Georg von Wilamowitz-Möllendorff, était certainement un des plus anciens officiers commandant de sous-marins (né le 7 octobre 1893 : presque 48 ans en septembre 1941). Il était surnommé le « vieux Wilamowitz » et très estimé de ses collègues sous-mariniers.
Le premier lieutenant, l'Oberleutnant zur See Karl Kämper était issu de la marine marchande et âgé de 32 ans.
Le second lieutenant, le Leutnant zur See Wilhelm Engelbrecht, âgé de 28 ans, était aussi issu de la marine marchande.
Il y avait quatre autres officiers, dont un officier mécanicien et un lieutenant-chirurgien.

### Officiers mariniers
Il y avait 12 officiers mariniers.

### Hommes d'équipage
Il y avait 40 membres d'équipage ou spécialistes de rechange embarqués. Ces derniers étaient destinés à compléter les équipages des autres sous-marins en ravitaillement.

## Historique
Le sous-marin U-459 effectue six sorties ou patrouilles. Comme bateau ravitailleur sans torpille, il n'a pas combattu. Il sert dans la 4e flottille de sous-marins allemands pour son entraînement initial puis est affecté à la 12e flottille, en novembre 1942, pour ses missions de ravitaillement.

### Voyage vers la base opérationnelle
Il est commandé par von Wilamowitz-Möllendorf, qui est, à 48 ans, l'un des capitaines les plus âgés de l'époque.
Après avoir appareillé de Kiel pour Heligoland où il répare une avarie mineure, l'U-459 appareille et rejoint  Saint-Nazaire, en France occupée le 15 mai 1942.

### 1reet2epatrouilles
La première patrouille se déroule dans l'Atlantique. Il navigue dans un secteur proche des îles Caraïbes, pénétrant dans la mer des Caraïbes jusque dans le golfe du Mexique. La mission prend fin avec le retour de l'U-459 à Saint-Nazaire au début mai 1942
La deuxième patrouille commence le 15 juin 1942 avec le départ de Saint-Nazaire. C'est pendant ce voyage que von Wilamowitz-Möllendorf est promu korvettenkapitän. L'U-459 atteint un point situé à 300 miles est-sud-est des Bermudes où il ravitaille quatre ou cinq U-Boote en combustible. Il fournit un compresseur à l'un des sous-marins. Les survivants de ce bateau indiquent qu'au cours de cette patrouille, le U-552 commandé par le Korvettenkapitän Erich Topp est ravitaillé. Il regagne Saint-Nazaire début août.

### 3eet4epatrouilles
La 3e patrouille commence fin août 1942 quand l'U-459 part de Saint-Nazaire pour gagner l'Atlantique Sud. Il navigue probablement dans les eaux proches de la ville du Cap, passant à 310 miles au sud du cap de Bonne-Espérance. Il ravitaille l'U-506 avec 40 tonnes de carburant. Dans les parages de Madère, il approvisionne l'U-333 et fournit deux sous-mariniers, pour remplacer deux tués. Au début de novembre 1942, il ravitaille en fioul l'U-706 puis il est lui-même avitaillé avant de regagner Saint-Nazaire le 10 novembre 1942.
La 4e patrouille commence le 20 décembre 1942. Le U-459 appareille de Saint-Nazaire pour l'Afrique du Sud et les parages du cap de Bonne-Espérance. Il ravitaille un sous-marin italien, près de l'île de Sainte-Hélène. Il ravitaille une flottille où le U-506 reçoit 90 tonnes de fioul, des provisions et des roulements à billes pour ses moteurs électriques. Sur le chemin du retour, il rencontre l'U-202 entre le 11 et le 13 février 1943. Le rendez-vous eut lieu au nord des Canaries. L'U-202 reçut 25 tonnes de fioul et des provisions. Au cours d'un second rendez-vous, il embarque un officier de l'U-202 souffrant d'une appendicite. Puis, au cours d'un troisième rendez-vous, il fournit 75 tonnes de fioul. Après avoir ravitaillé neuf autres U-Boote, il met le cap sur Bordeaux où il arrive le 3 mars 1943.

### 5eet6epatrouille
La 5e patrouille commence avec l'appareillage de Bordeaux le 20 avril 1943 pour le nord de l'Atlantique. Un sabotage l'oblige à revenir à sa base. Il repart le 21 avril. Il est prévenu de la présence dans le golfe de Gascogne de sous-marins britanniques. La patrouille se poursuit avec 24 ravitaillements en fioul avant d'être lui-même ravitaillé par un sous-marin poseur de mines. Il subit une attaque alors qu'il est en plongée à environ trente-six mètres (120 pieds) de profondeur. En revenant vers Bordeaux, il est attaqué par deux avions dans le golfe de Gascogne. Il en abat un avec ses canons de 20 mm (probablement un quadrimoteur Lancaster). Il regagne Bordeaux le 3 juin 1943 où il passe en ateliers et reçoit un nouvel armement anti-aérien.
La 6e patrouille est la dernière. Après son départ de Bordeaux le 22 juillet 1943, le sous-marin est attaqué, au nord-ouest du cap Ortegal, à la position géographique de 45° 53′ N, 10° 38′ O, par un bombardier Wellington qu'il abat grâce à son artillerie anti-aérienne. L'avion s'écrase sur le sous-marin. L'attaque fait onze morts parmi les sous-mariniers (les servants de l'artillerie). L'équipage dégage les débris et récupère un survivant de l'avion, le mitrailleur de queue. Un deuxième Wellington attaque et endommage le sous-marin qui est évacué. Le commandant reste à bord, salue son équipage, descend par le kiosque et actionne les commandes de sabordage. Il coule avec son navire. Les quarante-et-un survivants ainsi que leur prisonnier sont recueillis par un destroyer et faits prisonniers.

### U-boot ravitaillés
- U 69 : Oberleutnant Grâf[8].
- U-202.
- U-432 : Kapitänleutnant Herman Echardt.
- U-506 : Kapitänleutnant Erich Wuedermann.
- U-552 : Korvettenkapitän Erich Topp
- U-564 : Korvettenkapitän Reinhard Suhren et Kapitänleutnant Becker.
- U-706 : Kapitänleutnant von Zitzewitz.

### Autres U-boot
- U-125 : Kapitänleutnant Ulrich Folkers.
- U-995 : Oberleutnant zur See Hans-Georg Hess.

## Sources
- (en) Cet article est partiellement ou en totalité issu de l’article de Wikipédia en anglais intitulé « German submarine U-459 » (voir la liste des auteurs).